# Charmont-sous-Barbuise

Charmont-sous-Barbuise este o comună în departamentul Aube din nord-estul Franței. În 1 ianuarie 2022 avea o populație de 1.039 de locuitori.